# Die kleine Welt des Don Camillo
Die kleine Welt des Don Camillo (Originaltitel: The Little World of Don Camillo) ist eine britische Fernsehserie, die vom BBC produziert wurde. Sie besteht aus 13 Folgen in einer Staffel.
Im Vereinigten Königreich fand die Erstausstrahlung am 8. Januar 1981 statt und in Westdeutschland am 8. September 1983.

## Schauspieler
| Schauspieler        | Rolle         |
| ------------------- | ------------- |
| Mario Adorf         | Don Camillo   |
| Brian Blessed       | Peppone       |
| Cyril Cusack        | Narrator      |
| Harry Fowler        | Bilo          |
| Mark Lewis          | Smilzo        |
| Dave Atkins         | Brusco        |
| Tutte Lemkow        | Dei Prati     |
| Catherine Feller    | Peppones Frau |
| Sydney Williamson   | Carlo         |
| Peter Arne          | Morazzi       |
| Darren Michael      | Ministrant    |
| Wilfrid Brambell    | Bischof       |
| John Golightly      | Bigio         |
| Michael Angelis     | Verkäufer     |
| Jules Benji         | Bakers Sohn   |
| Peter Benson        | Straziami     |
| Alec Bregonzi       | Prüfer        |
| George Coulouris    | Del Cantone   |
| Neil Daglish        | Verkäufer     |
| Roy Evans           | Santini       |
| Chrissy Iddon       | Frieda        |
| Kate Kitovitz       | Moretta       |
| Ronald Lacey        | Biondi        |
| Jon Laurimore       | Camoni        |
| Ray Marioni         | Polizist      |
| Murray Melvin       | Don Pietro    |
| Richard O'Callaghan | Milco         |
| Anthony Pedley      | Da Luca       |
| Raymond Platt       | Cecetto       |
| Anthony Schaeffer   | Fritz Hauser  |
| Alex Scott          | Lipio         |
| Susan Sloman        | Angelica      |

## Episoden
| Nr. | Folgentitel                | Premiere britisches Fernsehen |
| --- | -------------------------- | ----------------------------- |
| 1   | Die Wahl                   | 8. Januar 1981                |
| 2   | Der Volkspalast            | 15. Januar 1981               |
| 3   | Die Fremde                 | 22. Januar 1981               |
| 4   | Die Prüfung                | 29. Januar 1981               |
| 5   | Spaghettis und Parteiräson | 6. Februar 1981               |
| 6   | Die Fernsehdiskussion      | 12. Februar 1981              |
| 7   | Der Lotteriegewinn         | 19. Februar 1981              |
| 8   | Zwei ehrliche Lügner       | 26. Februar 1981              |
| 9   | Eine Bombe platzt          | 5. März 1981                  |
| 10  | Gewitter mit Folgen        | 12. März 1981                 |
| 11  | Ein Heiliger kehrt zurück  | 19. März 1981                 |
| 12  | Das Weihnachtsfest         | 26. März 1981                 |
| 13  | Die Liebe zum Klassenfeind |                               |